# Dariusz Szubert
Dariusz Szubert (Białogard, 21 de outubro de 1970) é um ex-futebolista profissional polaco, atuava como meio-campo, medalhista olímpico de prata.
Dariusz Szubert conquistou a a medalha de prata em Barcelona 1992.